# Team Nutrixxion Sparkasse/Saison 2010
Dieser Artikel listet Erfolge und Mannschaft des Radsportteams Nutrixxion Sparkasse in der Saison 2010 auf.

## Erfolge in der Continental Tour 2010
| Datum             | Rennen                         | Kat. | Sieger             |
| 13. Juni          | 4. Etappe Volta ao Alentejo    | 2.2  | Steffen Radochla   |
| 25. Juli          | Pomerania Tour                 | 1.2  | Dirk Müller        |
| 28. Juli          | 1. Etappe Dookoła Mazowsza     | 2.2  | Sebastian Forke    |
| 29. Juli          | 2. Etappe Dookoła Mazowsza     | 2.2  | Sebastian Forke    |
| 30. Juli          | 3. Etappe Dookoła Mazowsza     | 2.2  | Sebastian Forke    |
| 31. Juli          | 4. Etappe Dookoła Mazowsza     | 2.2  | Sebastian Forke    |
| 27.–31. Juli      | Gesamtwertung Dookoła Mazowsza | 2.2  | Sebastian Forke    |
| 10. September     | Prolog Tour of China           | 2.2  | Dirk Müller        |
| 16. September     | 5. Etappe Tour of China        | 2.2  | Dirk Müller        |
| 10.–19. September | Gesamtwertung Tour of China    | 2.2  | Dirk Müller        |
| 24. Oktober       | 3. Etappe Tour de Seoul        | 2.2  | Grischa Janorschke |

## Zugänge – Abgänge
| Zugänge           | Team 2009               | Abgänge             | Team 2010              |
| ----------------- | ----------------------- | ------------------- | ---------------------- |
| Steffen Radochla  | Elk Haus                | Eric Baumann        | Team NetApp            |
| Philipp Mamos     | Amore & Vita-McDonald's | Andreas Schillinger | Team NetApp            |
| Sebastian Forke   | LKT Team Brandenburg    | Mike Willam         | Thüringer Energie Team |
| Sergej Fuchs      | Rabobank Continental    | Marcel Fischer      | Unbekannt              |
| Kim Lachmann      | Seven Stones            | Stefan Parinussa    | Unbekannt              |
| Michael Schweizer | Neoprofi                |                     |                        |
| Max Stahr         | Neoprofi                |                     |                        |
| Benjamin Sydlik   | Neoprofi                |                     |                        |

## Mannschaft
| Name               | Geburtstag         | Nationalität |
| ------------------ | ------------------ | ------------ |
| Sebastian Forke    | 13. März 1987      | Deutschland  |
| Sergej Fuchs       | 21. Februar 1987   | Deutschland  |
| Grischa Janorschke | 30. Mai 1987       | Deutschland  |
| Kim Lachmann       | 29. August 1987    | Deutschland  |
| Philipp Mamos      | 6. Dezember 1982   | Deutschland  |
| Erik Mohs          | 12. Oktober 1986   | Deutschland  |
| Dirk Müller        | 4. August 1973     | Deutschland  |
| René Obst          | 21. Juni 1977      | Deutschland  |
| Steffen Radochla   | 19. Oktober 1978   | Deutschland  |
| Patrick Schachtner | 14. August 1990    | Deutschland  |
| Mitja Schlüter     | 13. Juli 1986      | Deutschland  |
| Jan Eric Schwarzer | 25. Mai 1980       | Deutschland  |
| Michael Schweizer  | 16. Dezember 1983  | Deutschland  |
| Max Stahr          | 6. Februar 1991    | Deutschland  |
| Benjamin Sydlik    | 13. September 1990 | Deutschland  |
| Lars Wackernagel   | 9. August 1975     | Deutschland  |